# Vampiro (catch)
Pour les articles homonymes, voir Vampiro.
 (septembre 2009).
Ian Richard Hodgkinson (né le 31 mai 1967 à Thunder Bay) est un catcheur canadien connu sous le nom de ring de Vampiro. Il est également le leader et chanteur du groupe de métal industriel Droch Fhoula.

## Jeunesse
Ian Richard Hodgkinson a pratiqué le hockey sur glace au poste de gardien de but chez les Beavers de Thunder Bay,. Il est choisi en 1984 au 10e tour en 138e position du repêchage d'entrée de la Ligue de hockey de l'Ontario par les Canadians de Kingston.

## Carrière de catcheur

### Début de carrière
Hodgkinson rencontre le catcheur Louis Laurence lors d'un spectacle de la Lutte Internationale à Sault-Sainte-Marie. 
Devant son désir de devenir catcheur, Laurence le prend sous son aile, l'héberge dans le sous-sol de sa maison à Châteauguay et lui apprend les bases du catch. 
Il lui demande aussi de l'aider à monter le ring et à distribuer les programmes avant les spectacles. 
Hodgkinson dispute ses premiers combats de catch sous le nom de Billy Fury, en hommage à un chanteur de rockabilly anglais. Il reste dans cette fédération jusqu'à ce qu'elle cesse ses activités en 1987. 
Hodgkinson retourne en Ontario et arrête sa carrière de catcheur. 
Il part à Los Angeles et devient garde du corps du groupe Milli Vanilli, partageant le secret de leurs playback lors des concerts,.

### Empresa Mexicana de Lucha Libre / Consejo Mundial de Lucha Libre(1991-1996)
En 1991, Hodgkinson reprend sa carrière de catcheur au Mexique à l'Empresa Mexicana de Lucha Libre (EMLL, devenu Consejo Mundial de Lucha Libre (CMLL) la même année). Il prend le nom de Vampiro Canadiense. Il plaît au public malgré son manque de technique. 

### World Championship Wrestling 1997-2001
À la fin des années 1990, Vampiro signe à la WCW et forme une équipe appelée The Dead Pool (initialement intitulé Le Necro-Ward) en fusionnant avec Insane Clown Posse et Raven. 
Elle gagne en popularité et a une feud avec Eddie Guerrero, Rey Mysterio, et Konnan. Sa notoriété viendrait plutôt des anciens comme Hulk Hogan et Kevin Nash. L'équipe restera peu de temps ensemble. 
Vampiro ne cesse de se plaindre de la façon dont il est traité ; il devient impopulaire parmi les autres lutteurs qui le considèrent comme un perdant. Il s'exprime souvent sur WCW Live! où il a l'air d'un clown. Il y encourage constamment les Insane Clown Posse à se plaindre de travailler pour le PIC-WCW. 
Il commence ensuite une feud avec Oklahoma et Steve Williams, et dispute un match avec Steve Williams à WCW Mayhem Pay Per View, aux conditions suivantes : si Vampiro gagne, il sera cinq minutes seul avec Oklahoma sur le ring. Williams est disqualifié, Vampiro combat Oklahoma.
Au début de l'année 2000, il fait alliance avec Sting, comme les Frères de peinture. Peu après, Vampiro trahit Sting lors du segment "Millionaire's Club". Ils disputent plusieurs rencontres, dont un match First Blood, où le sang tombe du haut de l'arène et noie Sting. Ils feud tout au long du printemps : Sting est victorieux de Vampiro dans presque toutes leurs rencontres. 
Ils font un Human Torch Man : Vampiro le remporte après que Sting brûle (kayfabe) et se jette du haut du Titantron. Vampiro se concentre sur The Demon en raison de sa défection de l'ICP, The Dark Carnival. Il enlève sa fiancée, Asya, dans un sketch de 1988 qui ressemble à Spoorloos film. Il conteste dans un Graveyard Match, qui a provoqué le retour de Sting.
Vampiro entre dans l'United States Title Tournament. Il se bat au premier tour contre The Great Muta qui perd. Vampiro remporte son premier et seul titre à la WCW, le Tag Team Champion avec The Great Muta, en battant Kronik à Vancouver, en Colombie Britannique (Canada) le 13 août 2000. Son règne est bref : ils perdent le Championnat la même nuit contre Rey mysterio Juventud Guerrera et à Kelowna.
Vampiro tourne ensuite le dos à Muta, et met en place un 3-Way-match avec lui-même, Sting et Muta. Le combat est remporté par Sting. Vampiro prend congé du catch pour la naissance de leur enfant.
Il retourne à la WCW un mois plus tard ; il vaincra Crowbar dans un match Hardcore. Vampiro conteste Mike Awesome. Au cours d'un match avec Awesome, il est « Superbombed » sur la corde, ce qui lui provoque une commotion. La nuit suivante, à la Thunder enregistrements, il reçoit un autre Awesome bombe, lui causant encore plus de souffrances. Ce sera son dernier match dans la WCW.

### CMLL, TNA, AAA
Après la WCW, Vampiro se redirige vers CMLL. Il fait également quelques shows avec le Japon Pro Wrestling, et fait équipe encore avec son idole, The Great Muta. Vampiro lutte également à Porto Rico.
En 2003, il fait un court passage à la TNA, pour rejoindre James Mitchell et débarrasser la TNA de Raven. Il perd contre Raven dans Blood Gallows Match, et ne reviendra plus dans le nouveau TNA.
En 2005, il passe à l'AAA. Actuellement, il ne prévoit pas de retour à la TNA ou de travailler pour WWE. Il déclare au Slam Magazine qu'il n'a pas d'objection à se joindre à TNA, car Sting est de leur fichier.
On peut le voir dans la promotion de la Californie du Sud Full Contact, à Porto Rico pour l'IWA, IPW au Royaume-Uni et Nu Lutte Evolution à travers l'Italie.
Le 10 mars 2006, Vampiro devient le Rey de AAA en remportant un 12-Man-élimination Match.
En 2007, son documentaire : « La vie est due pour la libération » est produit par Zed Jamaïque.

### Wrestling Society X
Le 26 janvier 2007, une bande-annonce le présente pour un nouveau spectacle de catch produit pour MTV appelée Wrestling Society X. Il participe à un 10 Battle Royal / DeathMatch, et obtient l'un des deux contrats de gain. Cela lui donne un coup de feu à l'occasion du premier match pour le Wrestling Society X championnat contre Sean Waltman.
Les combattants de ce match Leader étaient Vampiro, Sean Waltman, Teddy Hart, New Jack, Lone Star, Kaos, Puma, Al Katrazz, Justin Credible et Chris Hamrick. Vampiro est également titulaire d'une réservation au sein de l'entreprise.

## Vie personnelle
Il a grandi dans un foyer monoparental avec sa mère et ses deux sœurs.
Il est divorcé de Kitsu. Ils ont eu une fille, nommée Dasha, dont le parrain est Norman Smiley.

## Palmarès et récompenses
- Asistencia Asesoría y Administración
  - Rey de Reyes (2006)

- Consejo Mundial de Lucha Libre
  - NWA World Light Heavyweight Championship (1 fois)

- Federación Internacional de Lucha Libre
  - FILL Heavyweight Championship (1 fois)

- International Wrestling Association
  - IWA Hardcore Championship (3 fois)

- Juggalo Championshit Wrestling
  - JCW Heavyweight Championship (2 fois)

- Nu-Wrestling Evolution
  - NWE Heavyweight Championship (1 fois)

- Pro Wrestling Illustrated
  - PWI # 31 sur 500 2000.

- Universal Wrestling Association
  - UWA World Heavyweight Championship (1 fois)
  - UWA World Tag Team Champion  (2 fois)

- World Championship Wrestling
  - WCW World Tag Team Championship (1 fois) avec The Great Muta

- World Wrestling Council
  - WWC Universal Heavyweight Championship (1 fois)

- Wrestling Society X
  - WSX Championship (1 fois)